# Marco Affronte
Marco Affronte, né le 6 mai 1965 à Rimini, est un homme politique italien, membre du Mouvement 5 étoiles (M5S).

## Biographie
Marié et père de trois enfants, Marco Affronte est diplômé de sciences naturelles en 1992 à l'université de Bologne. Il est élu député européen le 25 mai 2014. Il siège avec les autres membres de son parti au sein du groupe Europe de la liberté et de la démocratie directe (ELDD) jusqu'en janvier 2017, lorsqu'il rejoint à titre individuel le groupe des Verts/Alliance libre européenne. Il quitte le Mouvement 5 étoiles au même moment.